# Schaltkotten
Schaltkotten ist eine Ortslage an der Wupper bei Müngsten in der bergischen Großstadt Solingen. Sie geht auf einen gleichnamigen Schleifkotten zurück, der heute im Müngstener Brückenpark liegt und als Eventschmiede betrieben wird.

## Lage und Beschreibung
Der Schaltkotten befindet sich im Osten des Solinger Stadtgebiets innerhalb des Stadtbezirks Burg/Höhscheid. Dort befindet er sich etwas nördlich der Müngstener Brücke im Müngstener Brückenpark, direkt am Ufer der Wupper. Der Fluss bildet in diesem Abschnitt die Stadtgrenze zu Remscheid. Dort befindet sich auch der Müngstener Diederichstempel.
Bei dem Schaltkotten handelte es sich ursprünglich um einen Doppelkotten mit Innen- und Außenkotten. Der heute noch vorhandene, um 1900 errichtete Ziegelbau ist der einstige Außenkotten, dahinter befindet sich ein Wassergraben (Obergraben) mit einem in Betrieb befindlichen Wasserkraftwerk.
Benachbarte Orte sind bzw. waren (von Nord nach West): Müngsten, Reinshagen, Küppelstein, Arnsberger Kotten, Anschlagkotten, Schaberg und Grunenburg.

## Geschichte

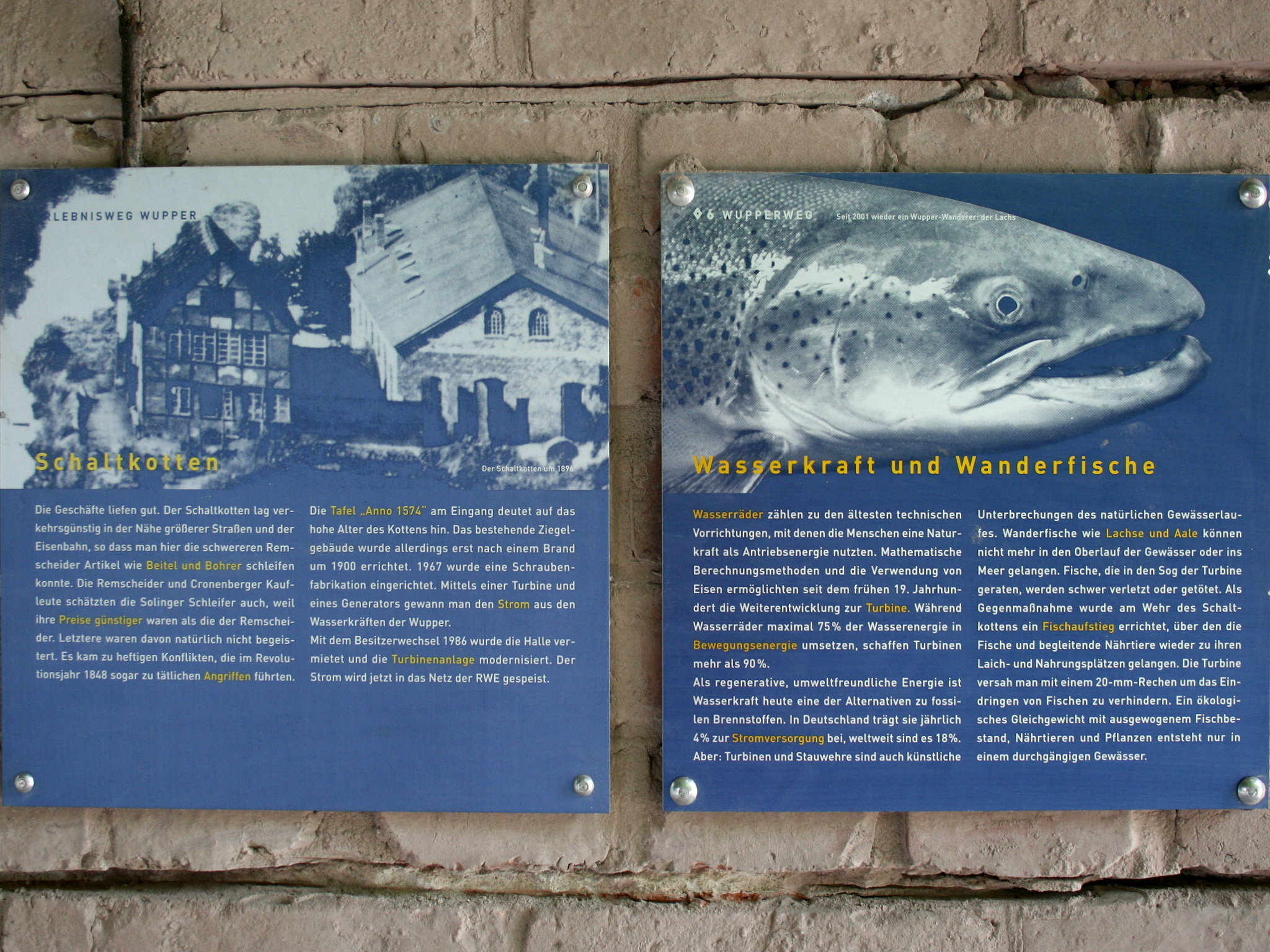
Schaltkotten als Station des Erlebniswegs Wupper

Der Schaltkotten wurde zwischen 1572 und 1574 errichtet. Eine Tafel am heute noch vorhandenen Ziegelbau beruft sich auf das Jahr 1574. In dem Kartenwerk Topographia Ducatus Montani von Erich Philipp Ploennies, Blatt Amt Solingen, aus dem Jahre 1715 ist er als Doppelkottenanlage ohne Namen verzeichnet. Der Schaltkotten profitierte insbesondere von seiner günstigen Lage mit Verbindungen nach Solingen, Remscheid und Wuppertal. Vorzugsweise wurde Remscheider Ware geschliffen, wie etwa Bohrer und Beitel, da die Solinger Schleifer zu günstigeren Preisen als die Remscheider arbeiteten. Dieser Umstand führte in etwa im Revolutionsjahr 1848 zu Auseinandersetzungen.:118f.
Der Kotten wurde in den Ortsregistern der Honschaft Dorp innerhalb des Amtes Solingen geführt. Die Topographische Aufnahme der Rheinlande von 1824 verzeichnet den Kotten unbeschriftet, die Preußische Uraufnahme von 1844 verzeichnet ihn als Schl. In der Karte vom Kreise Solingen aus dem Jahr 1875 ist der Ort als Schaltkotten verzeichnet. In der Karte des Landmessers August Hofacker aus dem Jahre 1898 ist er ebenfalls als Schaltkotten verzeichnet.
Der Schaltkotten gehörte nach Gründung der Mairien und späteren Bürgermeistereien zur Bürgermeisterei Dorp, die im Jahre 1856 das Stadtrecht erhielt, und lag dort in der Flur III. Schaberg. Die Bürgermeisterei beziehungsweise Stadt Dorp wurde nach Beschluss der Dorper Stadtverordneten zum 1. Januar 1889 mit der Stadt Solingen vereinigt. Damit wurde der Ort ein Teil Solingens.
1882 wurde der Kotten durch die Remscheider Firma Gebr. Pinell erworben, die dort vor allem Sägen schleifen ließ. Der Innenkotten des Schaltkottens (ein Fachwerkbau) brannte 1893 ab. Der Schleifbetrieb wurde im Außenkotten fortgeführt, der um 1900 neu als Ziegelbau errichtet wurde. Der Kotten wurde noch bis 1967 zum Schleifen genutzt, danach wurde die Halle als Werkstatt für eine Schraubenfabrikation verwendet. Heute wird sie als Eventschmiede genutzt. Der Strom aus dem 1986 sanierten Wasserkraftwerk wird an RWE verkauft.:118f.